# Calum Kerr

Calum Kerr

Calum Kerr (* 5. April 1972 in den Scottish Borders) ist ein schottischer Politiker der Scottish National Party (SNP).

## Leben
Kerr wurde 1972 in den Scottish Borders geboren. Er studierte Geschichte an der Universität St Andrews und war anschließend für ein Telekommunikationsunternehmen tätig. Kerr ist verheiratet und dreifacher Vater.

## Politischer Werdegang
Im Vorfeld des Referendums zur schottischen Unabhängigkeit 2014 war Kerr in der Initiative Yes Scottish Borders aktiv, mit welcher die SNP in der Region für ein unabhängiges Schottland warb. Bei den britischen Unterhauswahlen 2015 kandidierte Kerr für die SNP in seinem Heimatwahlkreis Berwickshire, Roxburgh and Selkirk. Er trat dabei gegen den Liberaldemokraten Michael Moore an, welcher den Wahlkreis seit seiner Einführung 2005 im britischen Unterhaus vertrat. Trotz der massiven Stimmgewinne der SNP bei diesen Wahlen erreichte Wilson nur knapp den höchsten Stimmenanteil und zog in der Folge erstmals in das House of Commons ein. Er fungiert als Fraktionssprecher für Umwelt, Ernährung und ländliche Angelegenheiten.